# 春日太鼓保存会
春日太鼓保存会は、福岡県春日市に本拠をおいて活動する和太鼓の団体。

## 概要
1979年（昭和54年）に春日あんどん祭りの太鼓として発足した。
小学生から大人まで老若男女問わず太鼓が好きな人たちが集まって活動している。

## 活動内容
一打入魂をモットーに、会の成立のきっかけとなった春日あんどん祭りや春日市内各地区の夏祭り、敬老会といった各種催しで演奏を行っている。
また、土曜日に月2回の和太鼓塾を開講している。
ラグビーワールドカップ2019日本大会では春日市がカナダ・フランス・アイルランドのキャンプ地となったことから、9月25日に春日市総合スポーツセンターで開催されたカナダチームとの交流イベントで、演奏を披露した。

## 曲目
「かすが」「いせ」「やよい」「御太鼓」「みやけ」「てんころ」
「かすが」は春日太鼓の一番から五番までの中の一部のリズムを取り出し一曲のリズムとして編曲された曲であり、「いせ」は1960年（昭和35年）に八女郡星野村（現：八女市星野）長尾にある伊勢神宮の別れ宮である「おいせさん」の鎮守の森の夏まつりで、鎮護・鎮魂の太鼓として打たれていた大太鼓の曲を、いろいろな太鼓で演奏できる様に編曲したもの。